# Christopher Chancé
Christopher Chancé (Venezuela, 16 de julio de 2003), es emprendedor, programador, director ejecutivo de DataXype, es fundador de Abue, una empresa de entretenimiento bajo streaming para adultos mayores y creador de la aplicación de salud para adultos mayores Cuídalos. También es orador y divulgador de tecnologías exponenciales como computación cuántica.

## Carrera
Chancé aprendió programación a la edad de 8 años leyendo información en libros PDF. Desde 2013 reside en Buenos Aires, Argentina. Participó en varios programas de capacitación en programación de varias instituciones, como el Gobierno de la Ciudad de Buenos Aires. Tras terminar el sexto grado de la educación primaria, anunció Social For All, una plataforma para conectar a gamers con desarrolladores de videojuegos.
Es director ejecutivo de DataXype, una empresa que desarrolla soluciones informáticas y que fue fundada por el mismo en 2019.
En 2017 fundó Veloow, un servicio en línea, para el registro de asistentes en eventos. También fundó PHP-Baires, una comunidad de desarrolladores PHP en Argentina y se sumó al equipo de organización de Google Developers Group Buenos Aires. 
Como orador, entre 2016 y 2019 participó en festivales sobre tecnología como Campus Party Argentina, Campus Party Uruguay, Campus Party Paraguay, Google DevFest y .NET Conf Argentina.
En 2021 anunció públicamente a Abue, una empresa de entretenimiento bajo streaming para adultos mayores.

## Reconocimientos
En 2019 fue reconocido por el diario El Empresario de Uruguay como «Uno de los jóvenes innovadores que trabajan en un futuro prometedor». El mismo año empezó a divulgar sobre Computación Cuántica en medios de comunicación y eventos tecnológicos.
En marzo de 2020, anunció a Cuídalos, una aplicación de salud para el cuidado de adultos mayores. Por ello, Fernando Benegas, Secretario de Innovación y Transformación Digital del Gobierno de la Ciudad de Buenos Aires, felicitó a Chancé a través de su cuenta de Twitter.
Fue denominado por la Diputada Nacional Graciela Ocaña como: «Un joven comprometido en integrar y ayudar a nuestros mayores en esta era digital».
En octubre de 2021 fue reconocido por Junior Chamber International Buenos Aires como uno de los 10 jóvenes sobresalientes de esa región.